# 성성왕
'성성왕, (Mighty Peking Man)는 1977년 Shaw Brothers Studios에서 제작한 홍콩 공포 판타지 몬스터 영화로, 오리지널 킹콩 과 타잔에서 영감을 받았다. 동일한 특수 효과 스태 인프라맨.

## 줄거리
라는 북경인 내부의 지진 잔해 우탐, 광란의 히말라야 마을 내부. 조니는 그 생물이 그와 싸우는 사만다에 의해 저장한다. 다음날 아침, 그들은 정글에서 북경인을 위해 인도를 떠나 분화구 배에 실려 온 다음 비에 둘러싸여 바위에 부딪히며 우탐은 오른쪽 바위를 밀었다. 우탐 홍콩 스타디움 내부의 시계는 건설 덤프 트럭과 휠 로더가 사슬을 당기는 것을 보고 그의 새장으로 돌아가서 사만다를 멈추려고 한다. 우탐 경기장을 탈출하여 도시에 난파선을 일으키고. 우탐은 자본가를 죽이고, 루 티엔 그리고 생물의 발을 밟는다. 홍콩군은 장갑차와 헬리콥터로 북경원인을 사살했다. 우탐 이름이 가장 높은 마천루를 오른다 자딘 하우스, 그리고 그 생물을 위해 폭발시키기 위해 군인들에게 갇혔다. 헬리콥터가 그를 다시 쏘고 펀치를 날리며 탱커 트럭에 떨어졌다. 곧장 건물이 폭발했다. 그런 다음 문에 갇힌 조니 사만다는 폭발을 덮고 그녀를 죽인다. 우탐 등에 화상을 입고 건물에서 떨어져 폭발한다. 

## 출연
- 대니 리 - 조니 팡
- 에블린 크래프트 - 사만다
- 케이조 무라세 - 우탐
- 쿠 펑 - 루 티엔
- 테드 토마스 - Gr. 테오도르